# جاي جونز
جاي جونز (بالإنجليزية: Jay Arlen Jones)‏ (و. – م) هو ممثل، وممثل تلفزيوني، من الولايات المتحدة الأمريكية.

## وصلات خارجية
- جاي جونز على موقع IMDb (الإنجليزية)
- جاي جونز على موقع أول موفي (الإنجليزية)
- جاي جونز على موقع قاعدة بيانات الفيلم (الإنجليزية)